# Station Zarren

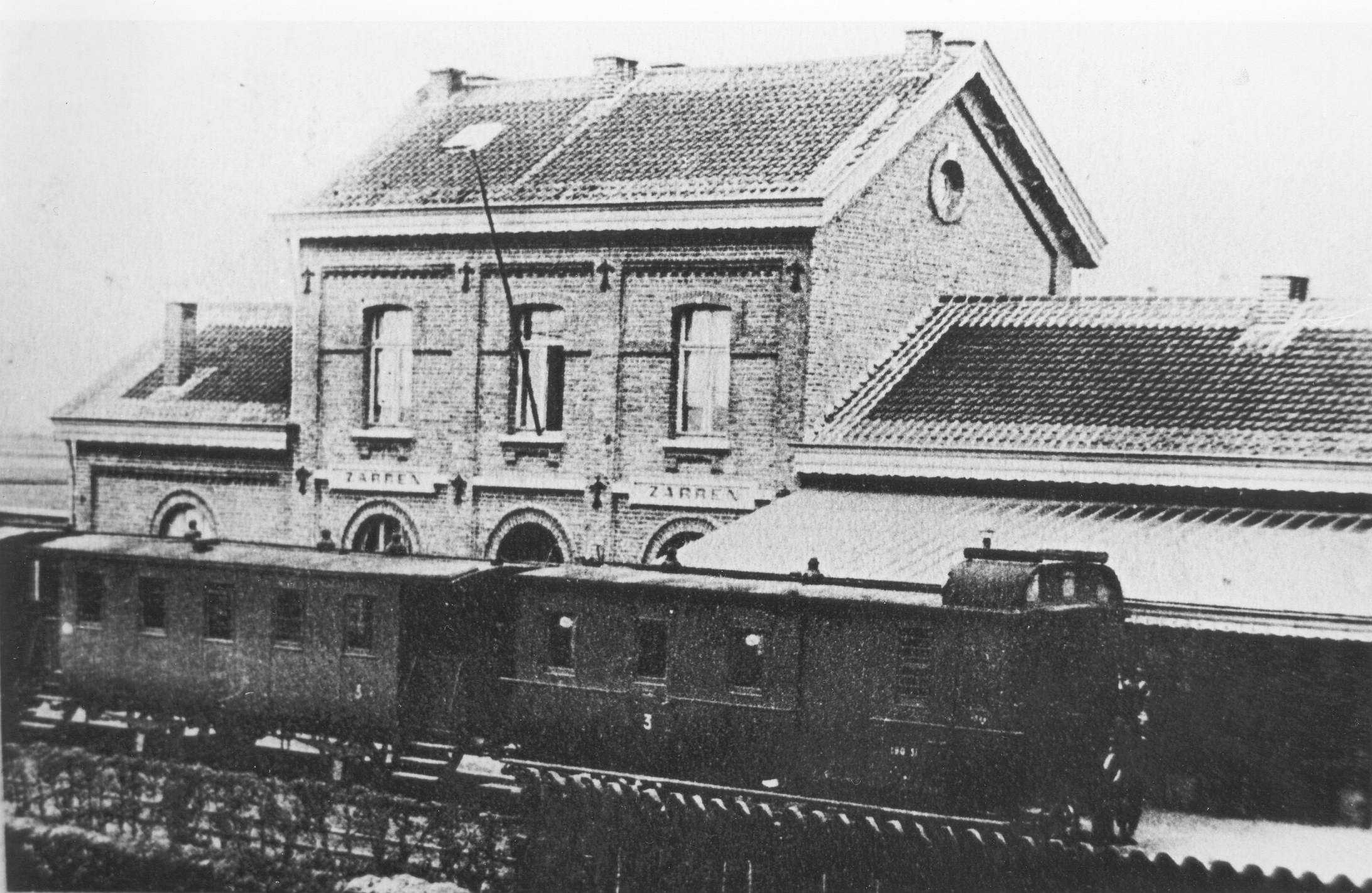
Station Zarren < 1914

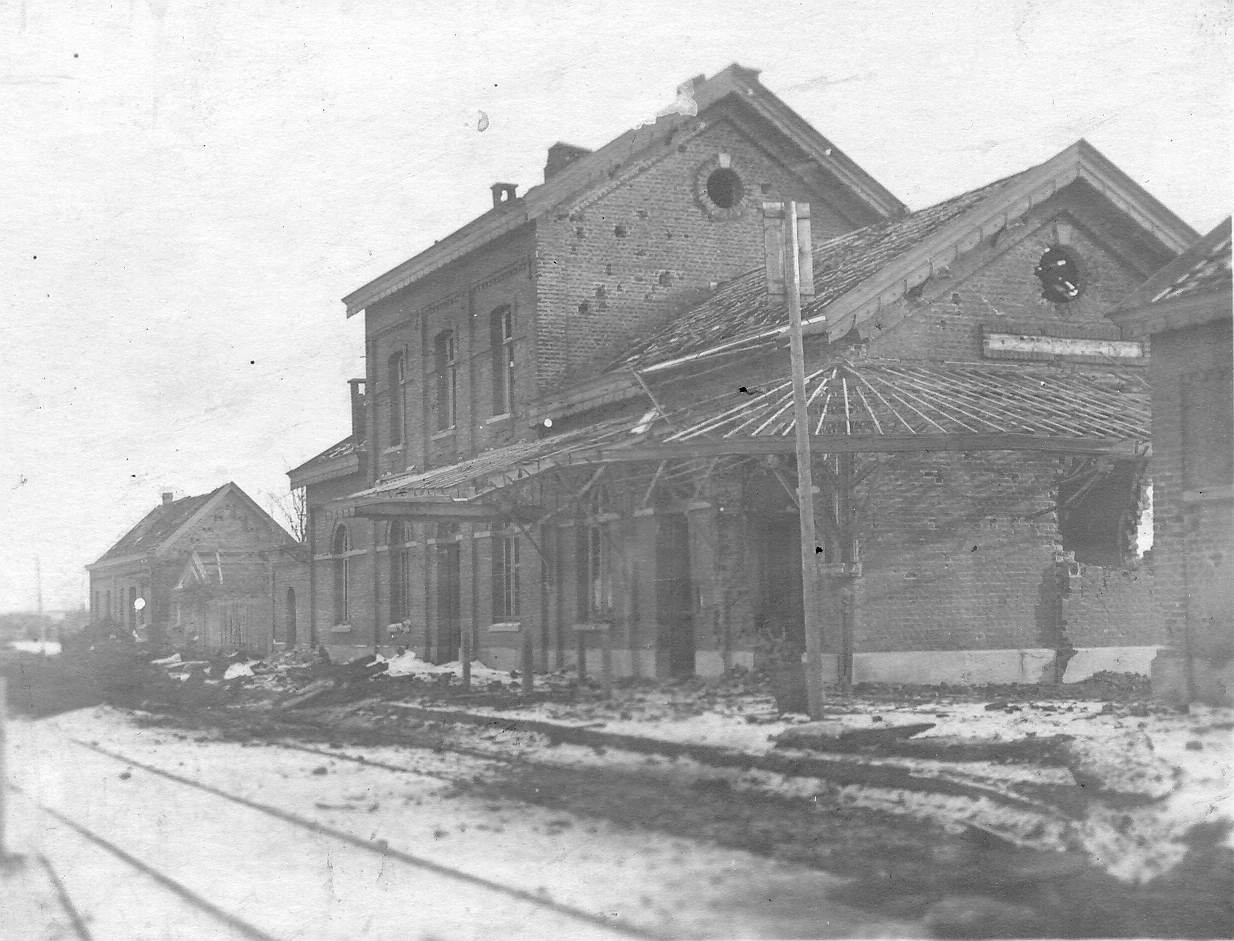
Vernield station Zarren 1918

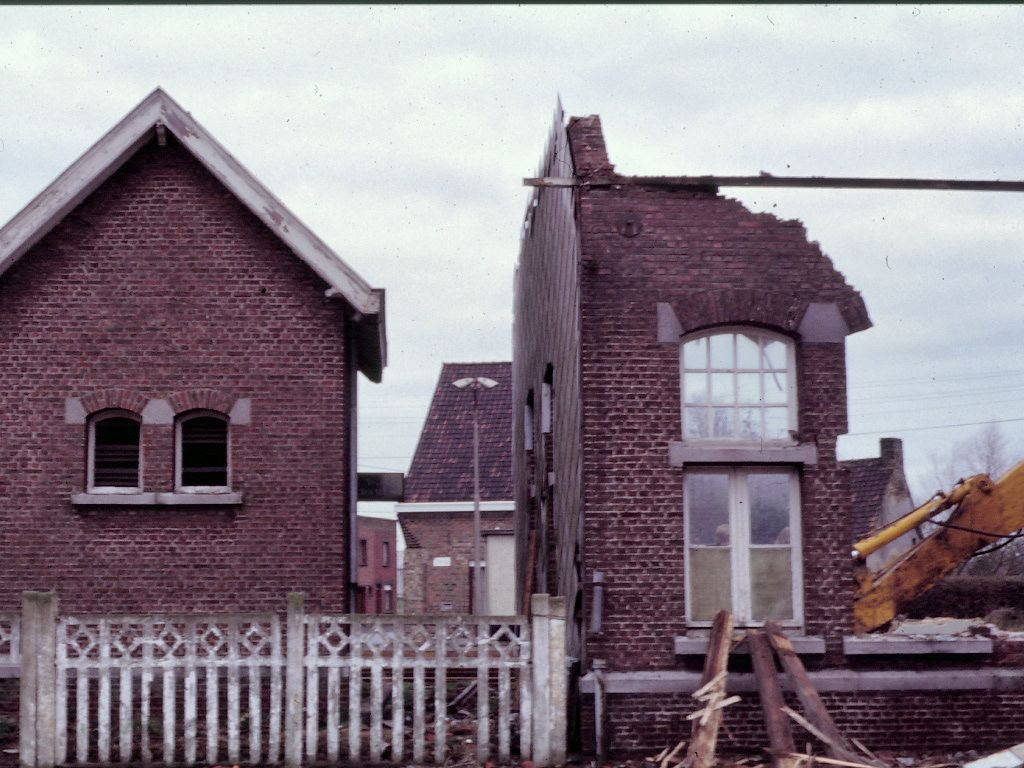
Afbraak Station Zarren 1979

Station Zarren is een voormalig spoorwegstation op de spoorlijn 73 (De Panne - Deinze) in Zarren, een deelgemeente van Kortemark.
Tijdens de Eerste Wereldoorlog functioneerde het station als eindpunt van de lijn, vóór het front bij Diksmuide. Het emplacement werd tijdens de vijandelijkheden door de Duitsers uitgebouwd tot een heus knooppunt met talrijke smalspooraftakkingen. In weerwil van deze ontwikkelingen, werd het stationsgebouw in de Eerste Wereldoorlog toch verwoest. Als gevolg daarvan werd in 1925 een vervangend gebouw opgetrokken.
Het station was in 1967 het decor voor een scène in het BRT-feuilleton Midas.
Tot in 1981 stopten er treinen, alhoewel het ontvangstgebouw reeds in 1979 afgebroken was.

## Aantal instappende reizigers(van 1977 tot 1980)
De grafiek geeft het gemiddeld aantal instappende reizigers weer, van 1977 tot 1980, voor een weekdag, zaterdag en zondag.
| Tabel: aantal instappende reizigers station Zarren | Tabel: aantal instappende reizigers station Zarren | Tabel: aantal instappende reizigers station Zarren | Tabel: aantal instappende reizigers station Zarren |
|                                                    | Weekdag                                            | Zaterdag                                           | Zondag                                             |
| -------------------------------------------------- | -------------------------------------------------- | -------------------------------------------------- | -------------------------------------------------- |
| 1977                                               | 11                                                 | 1                                                  | 13                                                 |
| 1978                                               | 7                                                  | 3                                                  | 3                                                  |
| 1979                                               | 5                                                  | 2                                                  | 15                                                 |
| 1980                                               | 9                                                  | 0                                                  | 0                                                  |